# Арсенал (футбольный клуб, Харьков)
«Арсенал» (укр. ФК «Арсенал» Харків) — украинский футбольный клуб из города Харьков. В 1999—2009 годах имел профессиональный статус, в 2009—2017 годах выступал в любительских соревнованиях. Команды футбольной академии «Арсенала» играют в Чемпионате Украины ДЮФЛ.
В сезоне 2004/05 клуб вышел в высшую лигу Украины. Однако с сезона 2005/06 была осуществлена передача прав на играющих футболистов и тренеров новому президенту, в то время как под старым брендом возник коллектив во Второй лиге Украины.

## История
ФК «Арсенал» появился на футбольной карте Украины в 1998 году. Днём основания клуба считается дата 30 января, когда команда собралась в манеже Харьковского авиационного института на первый тренировочный сбор. Местом базирования нового клуба был избран спорткомплекс «Спартак». На пост главного тренера пригласили чемпиона мира в составе молодёжной сборной СССР, мастера спорта международного класса Валентина Крячко. В первом своём сезоне харьковский «Арсенал» выиграл чемпионат Харькова по футболу 1998 года.
Параллельно с формированием команды шла работа по созданию инфраструктуры футбольного клуба высокого уровня. Подтверждением тому служил и тот факт, что уже 1999 году руководство клуба поставило вопрос об организации собственной детской школы, задачей которой являлось привлечение детей к регулярным занятиям футболом, а также подготовка профессиональных футболистов. И уже в 2000 году четыре команды детского футбольного клуба стали защищать честь «Арсенала» в высшей лиге ДЮФЛУ.
Дебют ФК «Арсенал» на профессиональном уровне состоялся 2 августа 1999 года в Кременчуге. К тому времени «Арсенал» стал полноправным членом Профессиональной футбольной лиги Украины. Первый гол «Арсенала» в первенствах Украины забил Виктор Григоров. А по окончании матча с «Кремнем» была зафиксирована и первая победа харьковчан — 1:0.
9 июня 2002 года, за два тура до финиша первенства, после победы над «Сталью» в Днепродзержинске «Арсенал» досрочно завоевал путёвку в Первую лигу. Всего за четыре года он прошёл путь от любительской команды до команды профессионалов, представляющих Харьков в Первой лиге.
Дебютный матч «Арсенала» в Первой лиге состоялся 6 июля 2002 года в Ужгороде и его итог был из разряда «первый блин комом» — 0:3. Однако уже 13 июля на поле «Спартака» была одержана первая победа в Первой лиге. Со счётом 3:2 были обыграны львовские «Карпаты-2». А автором дебютного гола «Арсенала» стал Максим Чернышов. В том же сезоне произошло и ещё одно знаменательное не только для «Арсенала», но и для всего города событие: после зимнего межсезонья в составе «красно-белых» появился Андерсон Рибейро — первый легионер в составе «Арсенала» и вообще первый бразильский футболист, игравший за харьковскую команду.
«Арсенал» из года в год прибавлял как в турнирных достижениях, так и в исполнительском мастерстве. Уверенно начав сезон 2004/2005 гг., «Арсенал» заставил футбольную Украину всерьёз говорить о харьковском клубе, как об одном из основных претендентов на повышение в классе. В том же сезоне состоялось и ещё несколько знаменательных событий. Первым из них стало открытие клубного стадиона «Арсенал-Бавария», построенного на месте бывшего стадиона канатного завода. Открытие новой арены и дебютный матч на ней состоялись 28 августа 2004 года: тогда «Арсенал» со счётом 2:1 обыграл хмельницкое «Подолье».
Турнирная задача, сформулированная в зимнее межсезонье, звучала однозначно — выход в высшую лигу. Что «Арсенал» с честью и выполнил. Однако в силу ряда организационных и иных причин, в высшую лигу был заявлен ФК «Харьков», президентом которого стал Виталий Данилов; а «Арсенал», во главе с Владимиром Чумаком, и, сохранивший за собой всю основную клубную структуру, заявился для соревнований в группу «В» первенства Украины среди команд Второй лиги. Теперь несколько изменились и задачи клуба — вместо непрерывного движения вверх, «Арсенал» начал в первую очередь ориентироваться на воспитание и подготовку талантливой молодёжи.
Заново созданный «Арсенал» фактически только набирался опыта выступлений во Второй лиге. В 2005 году презентовать обновлённый «Арсенал» на всеукраинской арене довелось молодым игрокам, многие из которых в этот день получали первый опыт участия в соревнованиях такого ранга. Однако постепенно команда, собранная из недавних выпускников ДЮФК, становилась настоящим профессиональным коллективом. Потихоньку «Арсенал» начал возвращать себе былой авторитет. Команда, как бы «по старой привычке» вновь вошла в лидирующую группу и стала считаться одним из фаворитов. Параллельно продолжалось развитие и совершенствование клубной инфраструктуры. К ноябрю 2006 года на стадионе «Арсенал-Спартак» закончились работы по реконструкции, был уложен синтетический газон, и теперь команда получила возможность играть на двух стадионах.
В сезоне 2007/2008 гг. по уровню игры «Арсенал» на порядок превосходил своих основных соперников. Не последнюю роль в становлении команды сыграл известный в прошлом футболист Сергей Кандауров, под чьим тренерским началом «красно-белые» всерьёз претендовали на выход в Первую лигу. Путёвку в Первую лигу «Арсенал» все же не выиграл, оставив впереди себя луганский «Коммунальник» — 2 место. Невыход в Первую лигу повлёк за собой множество проблем. Ушёл с тренерского мостика Сергей Кандауров, в летнее межсезонье по многим причинам команду покинули ряд футболистов, олицетворявших клуб. При активном содействии руководства клуба один из лидеров команды Сергей Рыбалка подписал контракт с киевским «Динамо». А тут ещё и мировой кризис охватил страну в крепкие «объятия».
Сезон 2008/2009 начался для «Арсенала» удачно: были обыграны кировоградская «Зирка» и днепродзержинская «Сталь» — команды, которые разыграли между собой путёвку в Первую лигу. Весной 2009 команду возглавил Николай Трубачев, которому удалось встряхнуть омоложённый состав «красно-белых», вернулся командный дух, а с ним — хорошая игра и результат. Как бы там ни было, команда доиграла сезон, закончив его на 12-м месте. Последний сезон в статусе профессионалов.
В сезоне 2009/2010 «Арсенал» подаёт заявку на участие в Первой лиге чемпионата Харьковской области и Кубка области. В Кубке Харьковской области команда дошла до полуфинала. Кроме того, в январе-феврале 2010 г. «Арсенал» выступил в зимнем первенстве области.
В 2010 году команда завоёвывает два трофея: Кубок и Суперкубок Харькова, а в чемпионате красно-белые заняли 4 место.
2010/12 гг. — «Арсенал» полностью акцентируется на возрождении ДЮФК, ставка делается на собственных воспитанников. Возрастные группы учащихся «Арсенала» участвуют в ДЮФЛУ. В 2011 г. в клуб приходит Ринат Викторович Морозов, который становится главным тренером U-17, а вскоре спортивным директором ДЮФК и куратором всех возрастных групп. В 2011 году команда заняла 2 место в Зимнем Чемпионате Харьковской области, уступив в финале «Локомотиву» из Купянска.
В 2012 г. взрослая команда выступила в чемпионате Украины среди любительских коллективов — 2-е место в группе, что не позволило арсенальцам принять участие в финальной стадии. Чемпионом-2012 среди любителей стали «Карпаты» (Коломыя, Ивано-Франковская обл.), обыгравшие купянский «Локомотив». Юношеская команда «Арсенала» прошла суровую школу, выступив во взрослом турнире — Чемпионате г. Харькова. Две детско-юношеские команды принимают участие в Первой лиге ДЮФЛУ.
После утраты профессионального статуса команда выступала в Чемпионате Украины среди любителей, чемпионатах и кубках Харьковской области и других любительских соревнований. В актив клуба можно занести завоевание Кубка Харькова, а затем Суперкубка Харькова в 2010 году. До 2017 команда выступала в Чемпионате Харькова. В 2019 году юношеские команды футбольной академии «Арсенала» продолжают играть в Детско-юношеской футбольной лиге Украины.
В сезоне 2022/2023 команда «Арсенал 2007» после первого круга заняла первое место в турнирной таблице в чемпионате Украины ДЮФЛУ. Такое состояние позволяло харьковскому «Арсеналу» повыситься в классе. Однако из-за начала полномасштабного вторжения в феврале 2022 футбольная академия прекратила свою деятельность. Ее воспитанники разъехались в ведущие юношеские команды не только Украины, но и Европы.
В 2023 клуб возобновил свою работу и начал новый набор детей 2008-2020 года рождения. В настоящее время исполнительным директором клуба стал Кофанов Иван Васильевич, тренировавший команду «Арсенал 2007», которая была одной из сильнейших в клубе за последние 10 лет. Также был обновлен тренерский штаб клуба. Через несколько месяцев после начала работы харьковскому «Арсеналу» удалось открыть филиал на Рогане. На сегодняшний день в клубе занимаются более 200 детей всех возрастов, инфраструктура академии развивается. Все возрастные группы регулярно принимают участие в турнирах Харькова и Украины.
Сейчас харьковский «Арсенал» – это не просто клуб, а целое коммьюнити людей, объединенных футболом. Клуб имеет открытый спортивный центр, уже давно ставший брендом под названием «Арсенал City». Эта среда, созданная на базе одноименного стадиона «Арсенал Харьков», вмещает в себя все, что необходимо для хорошего времяпрепровождения родителями и детьми. Здесь можно посмотреть футбольные матчи у стойки «Арсенал City Bar», сыграть в настольный теннис, футбол, волейбол и стритбол, купить спортивную экипировку в шоу-руме «Olé-Olé Sport&Print». Кроме того, на футбольных полях «Арсенал City» будет регулярно проводиться «Elit-турнир» – соревнования по мини-футболу среди любительских команд в форматах 8 на 8 (более 20 команд) и 5 на 5 (более 70 коллективов). А также один из самых масштабных украинских детско-юношеских футбольных турниров "Superleague" зародился именно на полях "Arsenal City". Именно поэтому Арсенал за короткий промежуток часа стал центром футбольной жизни Харькова.

## Предыдущие названия
- с 1998 года — «Арсенал»

## Достижения
Первая лига Украины: 
- Вице-чемпион (1 раз) — 2004/2005.

 Вторая лига Украины: 
- Вице-чемпион (1 раз) — 2001/2002.
- 3-е место (1 раз) — 2007/2008.

 Любительская лига Украины:
- 2 место в групповом турнире (1 раз) — 2012.

Зимний Чемпионат Харьковской области:
- Вице-чемпион (1 раз) — 2011.

 Кубок Харьковской области: 
- Полуфиналист (1 раз) — 2009.

Чемпионат Харькова по футболу:
- Чемпион (1 раз) — 1998.

Кубок Харькова по футболу:
- Обладатель (1 раз) — 2010.

Суперкубок Харькова по футболу:
- Обладатель (1 раз) — 2010.

## Тренеры команды[1]
- Валентин Крячко (январь 1998 — май 2001)
- Иван Панчишин (май 2001 — май 2002)
- Игорь Рахаев (май 2002 — январь 2005, июль 2005 — декабрь 2005)
- Геннадий Литовченко (январь 2005 — июль 2005)
- Виктор Камарзаев (декабрь 2005 — июль 2007)
- Сергей Кандауров (июль 2007 — декабрь 2007, апрель 2008 — июль 2008)
- Адель Сасси (декабрь 2007 — апрель 2008)
- Владислав Кисель (июль 2008 — апрель 2009)
- Николай Трубачев (апрель 2009 — июль 2009)
- Андрей Четвериков (2009—2010)
- Ринат Морозов (2011—201?)